# Басс, Михаил Исаакович
Михаил Исаакович Басс (3 апреля 1947, Могилёв — 8 февраля 2023) — советский и белорусский футбольный тренер, главный тренер «Торпедо» (Могилёв). Заслуженный тренер Республики Беларусь.

## Биография
В детстве занимался разными видами спорта, в том числе футболом и боксом, а также музыкой. После службы в армии устроился работать на Могилёвский автомобильный завод и стал выступать за заводскую команду «Кировец» в соревнованиях КФК.
С 22-летнего возраста сосредоточился на тренерской и организаторской работе в заводской футбольной команде, со временем переименованной в «Торпедо». Вывел команду из второй группы чемпионата г. Могилёва в высший дивизион чемпионата Белорусской ССР среди КФК. В 1982 году со своей командой стал чемпионом республики, в 1984 и 1991 годах — вице-чемпионом, в 1979 году — бронзовым призёром. Участник первенства СССР среди команд профсоюзов 1988 года.
С 1992 года возглавлял «Торпедо» в высшей лиге чемпионата Беларуси. В чемпионате команда не добивалась заметных успехов, но провела в высшей лиге девять лет, а в Кубке Беларуси в сезоне 1994/95 стала финалистом. К концу 1990-х годов Басс отошёл от активной тренерской работы, но включался в заявку как главный тренер до 2000 года. Продолжал работать на руководящих административных должностях до расформирования клуба в 2005 году.
В дальнейшем работал директором спортивного клуба «Торпедо» при МоАЗе. К возрождённому в 2014 году ФК «Торпедо» практически не имел отношения, хотя и дал добро на использование имени.
При его участии в Могилёве построен стадион «Торпедо», гостиница, теннисные корты, ряд других объектов.
Умер 8 февраля 2023 года в возрасте 75 лет.

## Достижения как тренера
- Финалист Кубка Беларуси: 1994/95
- чемпион Белорусской ССР среди КФК: 1982
- Серебряный призёр чемпионата Белорусской ССР среди КФК: 1984, 1991